# ريبيكا ستيفنز
ريبيكا ستيفنز (بالإنجليزية: Rebecca Stephens)‏ هي صحفية بريطانية، ولدت في 3 أكتوبر 1961.